# 福岡鐵工所
福岡鐵工所（ふくおかてっこうしょ）は、かつて大阪府大阪市にあった機械メーカー。

## 概要
福岡駒吉によって1889年（明治22年）頃に設立され、ボギー式客車・貨車の鉄軌道車両や鉄道諸機械、鉱山機械、紡績、製紙用機械、水車、ポンプなどの製造を手がける機械製造業だった。客車の納入先は山陽鉄道、阪鶴鉄道、関西鉄道があり、その後日本で最初の内燃機関を搭載した鉄道車両である石油発動車を開発、販売した。1903年（明治36年）に試作、同年9月29日に特許出願して明治37年1月9日に特許（第6999号）を取得した。世界的に見ても、アメリカのマッキーン・モーターカーでマッキーン・レールモーターが製造されたのは1905年（明治38年）であり、それよりも早かった。
筑後軌道など、各地の馬車鉄道等で馬の代わりとして動力近代化に貢献した。